# Biblioburro
El Biblioburro es una biblioteca itinerante que distribuye libros, especialmente infantiles, en diferentes poblaciones rurales de Colombia con la ayuda de dos burros. Este programa lo creó Luis Soriano Bohórquez en La Gloria, al noroeste de Colombia.

## Historia
En 1997, el maestro Luis Soriano, consciente de que la infancia de las zonas rurales colombianas no tenían fácil acceso a los libros, comenzó a recorrer dos veces por semana las aldeas del departamento de Magdalena distribuyendo libros a lomos de sus dos burros Alfa y Beto. En sus inicios, la biblioteca ambulante sólo disponía de unos 70 libros y atendía a un par de cientos de niños y niñas al mes; en 2021 se contaban ya por miles las personas usuarias.
Soriano se sintió fascinado por la lectura desde pequeño y se graduó en literatura española con un profesor que visitaba su aldea un par de veces al mes. Después, ejerciendo ya él como maestro de escuela primaria, se le ocurrió la idea de su Biblioburro al observar el poder que tenía la lectura para transformar la, en muchos casos conflictiva, vida de sus estudiantes.
En 2008 la cadena de radio RCN, por mediación del periodista Juan Gossain tras recibir una carta de Luis Soriano, realizó una campaña a través de la cual logró una dotación de más de cinco mil libros para la biblioteca ambulante. 
En 2008 la colección de libros había llegado a los 4800 volúmenes. Soriano intentó la construcción de una pequeña librería financiada por una compañía local pero el proyecto quedó inacabado. Soriano también recibe fondos para su proyecto del director de una librería pública en Santa Marta, situada a 290 kilómetros, que lo ha contratado como empleado satélite y comparte con el maestro una porción de los 7000 dólares anuales que tiene asignados.
Los cuentos de aventuras para niños siguen siendo uno de los artículos más populares distribuidos por Biblioburros. Además de volúmenes de enciclopedias, novelas y textos médicos, otros artículos distribuidos por el Biblioburro incluyen la fábula animal Anaconda de Horacio Quiroga, el Diccionario de la lengua española de la Real Academia Española y un número de libros ilustrados de viajes Time-Life. Los libros perdidos de la colección incluyen un manual de educación sexual y una copia de la novela Como agua para chocolate de Laura Esquivel de 1989, los cuales no fueron devueltos por los prestatarios. Una copia de la novela Brida de Paulo Coelho de 1990 fue robada por bandidos, quienes ataron a Soriano después de intentar robarlo y descubrieron que no tenía dinero.
El documentalista colombiano Carlos Rendón Zipagauta ha realizado una película que cuenta la historia de Soriano y los Biblioburros.
En junio de 2012, a Soriano le amputaron una pierna tras un accidente que involucró a uno de sus burros, pero a partir de enero de 2013 continuó comprometido con su trabajo.

## Fondos
La Biblioburro no dispone de muchos medios económicos, por lo que se mantiene fundamentalmente con donaciones de dentro y fuera de Colombia y gracias al apoyo de las personas usuarias. Los libros de aventuras infantiles se han mantenido como los libros más populares entre los distribuidos por los Biblioburros. También distribuye enciclopedias, novelas, textos médicos y relatos como la fábula Anaconda de Horacio Quiroga o también el diccionario de español de la Real Academia Española (RAE). Algunos libros se han perdido como es el caso de una copia de Brida de Paulo Coelho que fue robada por unos bandidos al darse cuenta de que no tenía dinero.
El realizador de documentales Carlos Rendón Zipagauta ha estado trabajando en una película que cuenta la historia de Soriano y los Biblioburros.